# Občina Geetbets
Geetbets je občina na skrajnem vzhodu belgijske province Flandrijski Brabant. Na severu meji na občini Halen in Herk-de-Stad, na vzhodu na občino Nieuwerkerken, na jugu na Zoutleeuw ter na zahodu na Kortenaken. Administrativno središče občine je Geetbets.

## Naselja v občini
Grazen, Geetbets, Hogen, Rummen